# Rik Van Looy

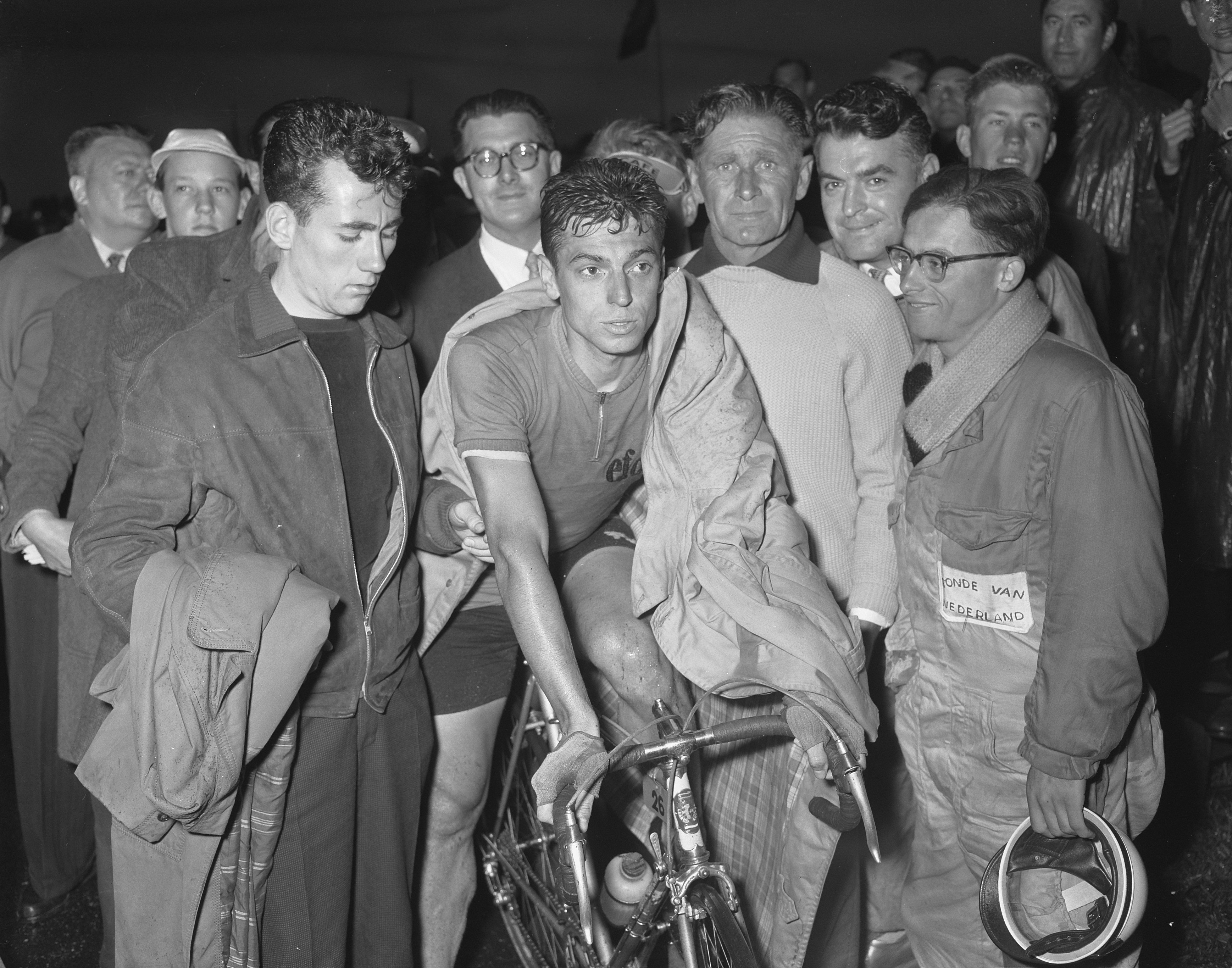
Van Looy wint zijn eerste Ronde van Nederland in 1956

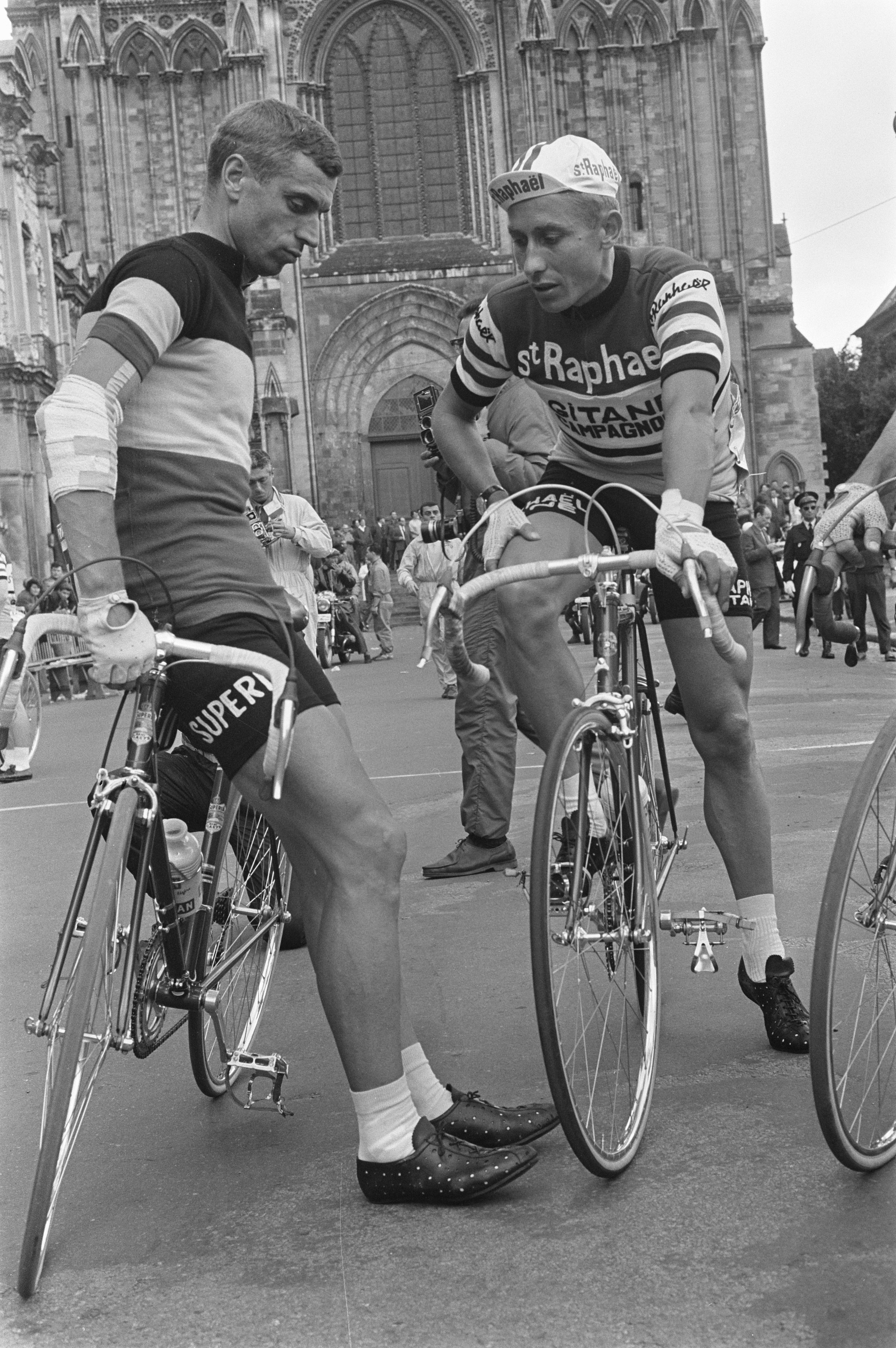
51ste Tour de France 1964, vertrek in Lisieux. Van Looy in gesprek met Anquetil

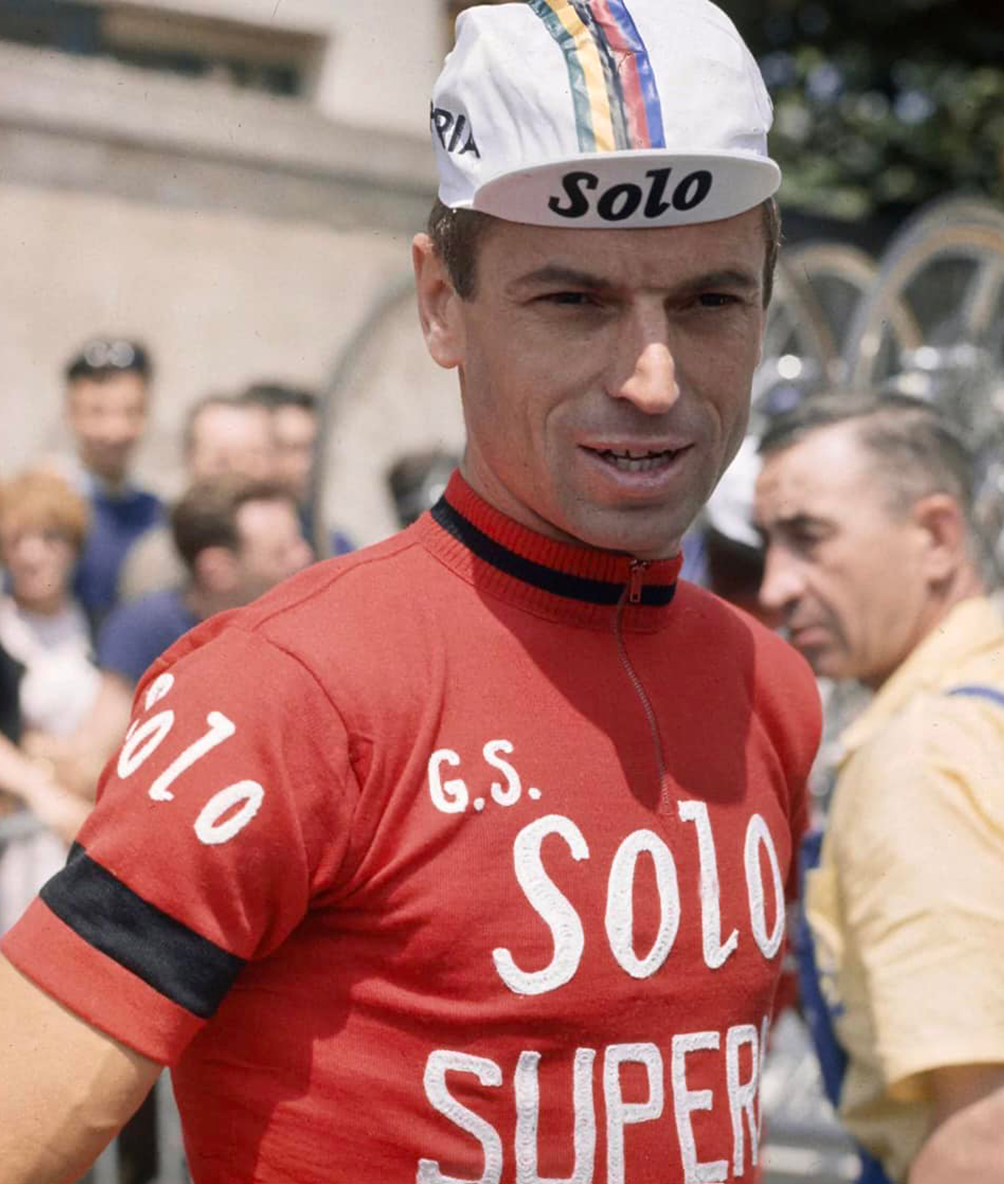
Rik Van Looy in 1965

Henri (Rik) Van Looy (Grobbendonk, 20 december 1933 – Herentals, 17 december 2024), ook de keizer van Herentals genoemd, was een Belgisch wielrenner. Hij won 476 wedstrijden (107 maal bij de jeugd en 369 maal bij de beroepsrenners) en werd tweemaal wereldkampioen op de weg (1960 en 1961).
Hij is de enige wielrenner die de door de UCI als Hors Categorie (HC) aangeduide klassiekers (Luik-Bastenaken-Luik, Milaan-San Remo, Parijs-Roubaix, Parijs-Tours, Ronde van Lombardije en Ronde van Vlaanderen) heeft gewonnen. Hij won in de drie grote rondes: Giro de italia, Tour De France en La Vuelta het punten- of bergklassement. Hij blonk vooral uit als sprinter.
Zijn 369 overwinningen op de weg worden enkel overtroffen door Eddy Merckx met 446.
Van Looy behaalde nooit de eindoverwinning in rondewedstrijden. In 1958 moest hij als leider in het klassement, met vijf ritoverwinningen op zak, opgeven in de Ronde van Spanje. In 1959 wordt hij derde in de Ronde van Spanje en vierde in de Ronde van Italië. In beide rondes boekt hij vier ritoverwinningen. In 1962 startte hij voor de eerste maal in de Ronde van Frankrijk. In de elfde rit werd hij door een motor aangereden en afgevoerd naar het ziekenhuis in Pau. Van Looy zag daarmee zijn voorbereiding op een derde wereldkampioenschap op rij de mist ingaan.
Van Looy reed ook op de baan. Hij won twaalf zesdaagsen, waarvan tien samen met Peter Post.
In de begindagen van zijn carrière kreeg hij te maken met Rik Van Steenbergen, in de nadagen moest hij de strijd aangaan met  Eddy Merckx, die tot 1966 in de wielerploeg Solo-Superia (de rode garde) van Van Looy reed.
Van Looy ontving op 10 januari 2005 de prijs van Sportpersoonlijkheid van het Jaar van de provincie Antwerpen, een prijs die door Panathlon Antwerpen werd uitgereikt. Van Looy ontving deze prijs voor zijn inzet en bezieling in de Vlaamse Wielerschool.

## Rijstijl
Van Looy was een zeer krachtige sprinter, vrij zwaar voor zijn lengte vanwege zijn gespierde benen. In bergetappes kon hij meestal het tempo volhouden, maar minder goed het verschil maken.
De kracht die hij kon uitoefenen was destijds ongekend. Tijdens zijn overwinning op het WK in 1961, bezweek zijn achterwiel vlak nadat hij de finishlijn passeerde, omdat zijn krachtige slag meerdere spaken had afgebroken. Dit incident leverde hem de bijnaam "The Wheelbreaker" op.
Ondanks zijn sprintkwaliteiten wilde hij de sprint meestal vermijden door eerder te ontsnappen. Van Looy genoot meer van het gejuich van het publiek tijdens solo-aankomsten. Daar was geen tijd voor, terwijl hij deelnam aan een sprint en zich daarop voorbereidde.
Van Looy's populariteit was vooral te danken aan zijn aanvallende stijl van fietsen. Zijn vroege ontsnappingen zorgden al snel voor opwinding in wedstrijden waaraan hij deelnam.
Hij kon zichzelf ook motiveren wetende dat hij werd achtervolgd door concurrenten. Dit is ook de reden waarom hij niet uitblonk in individuele tijdritten, het fascineerde hem minder. Toch is dat gebrek moeilijk te rijmen aan een man die kilometers lang aan kop kon rijden zonder een spier te vertrekken, waardoor hij zijn tegenstanders zichtbaar pijn deed. Het meer berekende rijden tijdens etappekoersen, stond haaks op zijn aanvallende stijl. Hierdoor won hij nooit het algemeen klassement in een grote ronde, waar ook altijd tijdritten in zaten. Wel behaalde hij overwinningen in eindklassementen van kortere etappekoersen (bijvoorbeeld in de Giro di Sardegna van 1965, door 5 van de 6 etappes te winnen).

## Persoonlijk
- Van Looy was getrouwd met Nini. Ze hadden 2 kinderen. Ze was een van de beroemdste rennersvrouwen in het peloton in de jaren 50 en 60 die haar leven volledig ten dienste stelde van de carrière van Van Looy. Nini overleed op 88-jarige leeftijd op 2 januari 2021.[6]
- Hij overleed op 17 december 2024 (drie dagen voor zijn 91ste verjaardag) op 90-jarige leeftijd in zijn slaap, na enkele weken ziek geweest te zijn.[7][8][9]

## Trivia
- Om hem te onderscheiden van Rik Van Steenbergen (Rik I) werd Van Looy vaak 'Rik II' genoemd.
- Van Looy won als eerste de Ronde van Vlaanderen, Gent-Wevelgem, Parijs-Roubaix (de 'keienklassiekers-trilogie') alle drie op een rij (in 1962). Dit werd pas geëvenaard door Tom Boonen in 2012.
- Hij won als eerste alle vijf Monumenten (Milaan-San Remo, Ronde van Vlaanderen, Parijs-Roubaix, Liège–Bastogne–Liège en de Ronde van Lombardije), later geëvenaard door Eddy Merckx en Roger De Vlaeminck.
- Van Looy is de enige renner die alle acht originele wielerklassiekers won (vijf monumenten + Waalse Pijl, Paríjs-Brussel en Paríjs-Tours). Zowel Merckx als De Vlaeminck wonnen beiden nooit Parijs-Tours.
- In 2005 eindigde hij op nr. 78 in de Vlaamse verkiezing van De Grootste Belg.
- Rik Van Looy wordt gebruikt op verschillende reclameposters voor het bromfietsenmerk Flandria.
- Op zaterdag 12 augustus 2017 werd op de Grote Markt van Herentals een standbeeld van Rik Van Looy onthuld. Het drie meter hoge standbeeld is van de hand van kunstenaar Philip Aguirre.[10]
- Op zaterdag 7 juli 2018 werd de eerste Grote Prijs Rik Van Looy gereden.
- In 2025 is in Herentals een straat naar hem vernoemd. De Olympiadelaan is omgedoopt naar de Rik Van Looylaan.[11]

## Belangrijkste overwinningen
1952
- Kampioen van België (liefhebbers)
- Omloop der Vlaamse Gewesten Amateurs

1953
- Kampioen van België (liefhebbers)
- Ronde van Midden-Nederland
- Heistse Pijl
- Etappe 5 Ronde van Oostenrijk
- Omloop Het Volk Amateurs
- 3e  Wereldkampioenschappen wielrennen Amateurs

1954
- Roubaix–Huy
- 1 etappe Driedaagse van Antwerpen

1955
- Omloop van Oost-Vlaanderen

1956
- 2e  Wereldkampioenschappen wielrennen
- Kampioen van België, Interclubs wegwedstrijd
- Parijs-Brussel
- Gent-Wevelgem
- Scheldeprijs
- Eindwinnaar Ronde van Nederland, 3 etappes
- De Drie Zustersteden
- Eindwinnaar Driedaagse van Antwerpen, 2 etappes
- Vijfbergenomloop

1957
- Gent-Wevelgem
- Scheldeprijs
- Eindwinnaar Ronde van Nederland, 4 etappes
- Coppa Bernocchi
- 1 etappe Rome-Napels-Rome
- Schaal Sels
- Omloop van Oost-Vlaanderen
- 2 etappes Driedaagse van Antwerpen

1958
- Kampioen van België, Elite
- Kampioen van België, Interclubs wegwedstrijd
- 5 etappes Ronde van Spanje
- Milaan-San Remo
- Parijs-Brussel
- Coppa Bernocchi
- 3e Algemeen Ronde van Sardinië, 1 etappe
- 2e Algemeen Driedaagse van Antwerpen, 1 etappe
- 4 etappes Ronde van Valencia
- Milaan–Mantova
- 1 etappe Grand Prix Marvan

1959
- Ronde van Vlaanderen
- Parijs-Tours
- 4e Algemeen Ronde van Italië, etappes 1, 5, 11 & 14
- 3e Algemeen Ronde van Spanje
  -  Puntenklassement
  - etappes 1b, 8, 9 & 11
- Eindwinnaar Ronde van Sardinië, 3 etappes
- Ronde van Lombardije
- Kampioenschap van Vlaanderen
- Eindwinnaar Ronde van Valencia, 3 etappes
- GP Stad Vilvoorde
- Tielt-Antwerpen-Tielt

1960
- Wereldkampioen op de weg, Elite
- 4e Algemeen Ronde van Italië
  -  Bergklassement
  - etappes 7b, 8 & 11
- 2 etappes Ronde van Sardinië
- 1 etappe Driedaagse van Antwerpen
- Ronde van Brabant
- Parijs-Nice , Puntenklassement, 3 etappes

1961
- Wereldkampioen op de weg, Elite
- 7e Algemeen Ronde van Italië, etappes 13, 15 & 17
- Parijs-Roubaix
- Luik-Bastenaken-Luik
- Eindwinnaar Ronde van België, 2 etappes
- Criterium der Azen
- 2 etappes Ronde van Sardinië
- Parijs-Nice,  Puntenklassement, 2 etappes
- Bol d'Or des Monédières
- Heusden Koers

1962
- Ronde van Vlaanderen
- Parijs-Roubaix
- Gent-Wevelgem
- 3e etappe (PTR) Ronde van Frankrijk
- 9e & 11e etappe Ronde van Italië
- Eindwinnaar Ronde van Sardinië, 2 etappes
- Puntenklassement Parijs-Nice, 2 etappes
- Puntenklassement Ronde van België, 2 etappes
- Grand Prix du Parisien (PTR)
- Critérium de Boulogne-sur-Mer
- Berlare
- Textielprijs Vichte

1963
- 2e  Wereldkampioen op de weg, Elite
- Kampioen van België, Elite
- 10e Algemeen Ronde van Frankrijk
  -  Puntenklassement
  -  Prijs van de strijdlust
  - etappes 2a, 8, 13 & 21
- Boucles de l'Aulne
- 2e Algemeen Ronde van Sardinië, 1 etappe
- 3e Algemeen Parijs-Nice,  Puntenklassement, 3 etappes
- 2 etappes Critérium du Dauphiné
- Omloop der Vlaamse Gewesten

1964
- 2e etappe Ronde van Spanje
- Eindwinnaar Parijs-Luxemburg, 1 etappe
- Boucles de l'Aulne
- E3 Harelbeke-Antwerpen-Harelbeke
- 1 etappe Ronde van België
- 1 etappe Critérium du Dauphiné
- 1 etappe Ronde van Sardinië
- Textielprijs Vichte
- Brussel-Meulebeke

1965
- Parijs-Roubaix
- etappes 1a, & 19 Ronde van Frankrijk
- 3e Algemeen Ronde van Spanje
  -  Puntenklassement
  - etappes 1, 2, 7, 9, 12, 14, 15 & 17
- 2 etappes Ronde van Luxemburg
- Eindwinnaar Ronde van Sardinië, 5 etappes
- E3 Harelbeke-Antwerpen-Harelbeke
- Elfstedenronde
- Classica Sarda
- 1 etappe Tour du Sud-Est
- 1 etappe Ronde van België
- Brussel-Meulebeke
- Flèche Enghiennoise
- Grote Prijs Beeckman-De Caluwé
- Heusden Koers

1966
- 1 etappe Parijs-Nice
- 1 etappe Ronde van Luxemburg
- 3e Algemeen Ronde van Nederland, 1 etappe
- E3 Harelbeke-Antwerpen-Harelbeke
- Omloop van de Fruitstreek
- 1 etappe Ronde van België

1967
- Etappe 4 Ronde van Frankrijk
- Omloop van de Fruitstreek
- Parijs-Tours
- 1 etappe Ronde van Sardinië
- 1 etappe Parijs-Nice
- Puntenklassement Ronde van België
- GP Briek Schotte

1968
- Waalse Pijl
- Seraing-Aken-Seraing
- Rotheux-Aix-Rotheux
- Critérium de Boulogne-sur-Mer

1969
- 4e etappe Ronde van Frankrijk
- E3 Harelbeke-Antwerpen-Harelbeke
- Omloop van de Grensstreek
- Omloop der Zennevallei
- Heistse Pijl
- GP Briek Schotte

1969
- Kessel-Lier

## Overzicht Zesdaagseoverwinningen
| Nr. | Jaar | Zesdaagse van | Samen met                     |
| --- | ---- | ------------- | ----------------------------- |
| 1   | 1957 | Brussel       | Willy Vannitsen               |
| 2   | 1958 | Gent          | Reginald Arnold               |
| 3   | 1960 | Berlijn       | Peter Post                    |
| 4   | 1960 | Gent          | Peter Post                    |
| 5   | 1961 | Keulen        | Peter Post                    |
| 6   | 1961 | Antwerpen     | Peter Post en Willy Vannitsen |
| 7   | 1961 | Brussel       | Peter Post                    |
| 8   | 1961 | Gent          | Peter Post                    |
| 9   | 1962 | Berlijn       | Peter Post                    |
| 10  | 1962 | Antwerpen     | Peter Post en Oskar Plattner  |
| 11  | 1962 | Dortmund      | Peter Post                    |
| 12  | 1969 | Antwerpen     | Peter Post en Patrick Sercu   |

| Aantal | Samen met                                          |
| ------ | -------------------------------------------------- |
| 10     | - Peter Post                                       |
| 2      | - Willy Vannitsen                                  |
| 1      | - Patrick Sercu - Reginald Arnold - Oskar Plattner |

## Resultaten in voornaamste wedstrijden
| Jaar | Ronde van Italië | Ronde van Frankrijk | Ronde van Spanje |
| ---- | ---------------- | ------------------- | ---------------- |
| 1954 |                  |                     |                  |
| 1955 | opgave           |                     |                  |
| 1956 |                  |                     |                  |
| 1957 |                  |                     |                  |
| 1958 |                  |                     | opgave (5)       |
| 1959 | 4e (4)           |                     | ↑ (4)            |
| 1960 | 11e (3)          |                     |                  |
| 1961 | 7e (3)           |                     |                  |
| 1962 | opgave (2)       | opgave (1)          |                  |
| 1963 | opgave           | 10e (4)             |                  |
| 1964 |                  | opgave              | opgave (1)       |
| 1965 |                  | 31e (2)             | ↑ (8)            |
| 1966 |                  | buiten tijd         |                  |
| 1967 | opgave           | opgave (1)          |                  |
| 1968 |                  |                     |                  |
| 1969 |                  | buiten tijd (1)     |                  |

| Jaar | Milaan-San Remo | Gent-Wevelgem | Ronde van Vlaanderen | Parijs-Roubaix | Amstel Gold Race | Luik-Bast.‑Luik | Ronde van Lombardije | Parijs-Brussel | Parijs-Tours | Waalse Pijl |  | WK op de weg |  | Wereldranglijsten |
| ---- | --------------- | ------------- | -------------------- | -------------- | ---------------- | --------------- | -------------------- | -------------- | ------------ | ----------- |  | ------------ |  | ----------------- |
| 1954 |                 |               |                      |                |                  |                 |                      | 20e            |              | 46e         |  |              |  |                   |
| 1955 |                 |               |                      |                |                  |                 |                      |                |              |             |  |              |  |                   |
| 1956 | 52e             | Goud          | 11e                  | 11e            |                  | 5e              |                      | Goud           | 43e          |             |  | ↑            |  |                   |
| 1957 | 74e             | Goud          | 17e                  |                |                  |                 |                      | 42e            | 6e           |             |  | 4e           |  |                   |
| 1958 | Goud            | Zilver        |                      | ↑              |                  | 10e             | 27e                  | Goud           | 4e           | 13e         |  |              |  | (CDC)             |
| 1959 | 35e             | 12e           | ↑                    | 4e             |                  |                 | ↑                    | 5e             | Goud         |             |  | 38e          |  | (SPP)             |
| 1960 | 6e              |               | ↑                    |                |                  | 4e              | 11e                  | 7e             | 81e          | 8e          |  | ↑            |  | 5e (SPP)          |
| 1961 | ↑               | 61e           |                      | ↑              |                  | ↑               |                      | 7e             |              | 43e         |  | ↑            |  | (SPP)             |
| 1962 | 14e             | Goud          | ↑                    | ↑              |                  | 8e              |                      |                |              | 26e         |  | 30e          |  | 4e (SPP)          |
| 1963 | 71e             | 8e            | 6e                   | ↑              |                  |                 |                      |                |              |             |  | ↑            |  | 5e (SPP)          |
| 1964 | 4e              | ↑             | 10e                  | 16e            |                  |                 |                      | Zilver         | ↑            |             |  | 32e          |  | 4e (SPP)          |
| 1965 | 41e             | 15e           | 6e                   | ↑              |                  |                 |                      | 34e            |              |             |  |              |  | 8e (SPP)          |
| 1966 |                 | 22e           | 16e                  | 9e             |                  |                 |                      | Brons          | Zilver       | 11e         |  |              |  | 12e (SPP)         |
| 1967 | 12e             | 34e           | 26e                  | ↑              | 15e              |                 |                      |                | Goud         | 15e         |  |              |  | 6e (SPP)          |
| 1968 | 10e             | 8e            | 11e                  |                | 25e              |                 |                      |                | 4e           | Goud        |  | 15e          |  | 12e (SPP)         |
| 1969 | 82e             | 10e           |                      | 22e            |                  |                 |                      |                | 45e          | 23e         |  | 24e          |  |                   |

### Records
- De enige wielrenner die alle 8 originele klassiekers won: de 5 Monumenten + Paris–Tours, Parijs–Brussel & La Flèche Wallonne
- Winnaar van alle 5 Monumenten (gedeeld record met Eddy Merckx & Roger De Vlaeminck)
- Voormalig record van meeste wedstrijden gewonnen door een professioneel wielrenner: 367 (1961-1972)

## Eerbewijzen
- Trophée Edmond Gentil: 1959
- Nationale trofee voor sportverdienste: 1961 [12]
- 8 etappeprijzen van de strijdlust: 4 in de Ronde van Frankijk 1963, 1 in 1962, 1964, 1965 en 1966
- Zwitserse AIOCC-trofee: 1982 [13]
- UCI Hall of Fame: 2002
- Sportpersoonlijkheid van de provincie Antwerpen: 2005 [14]
- Ereburger van Grobbendonk: 2012 [15]
- Standbeeld in Herentals: 2017 [16]
- GP Rik Van Looy vanaf 2018 [17]
- Buste in Grobbendonk: 2021 [18]
- Expositie Van Looy 90 in Herentals: 2023[19]
- ProCyclingSats - Meeste overwinningen aller tijden: 2° plaats [20]
- ProCyclingStats - Ranglijst beste wielrenners aller tijden: 8° plaatsr[21]
- Memoire du Cyclisme - Ranglijst de grootste wielrenners aller tijden: 11° plaats
- CyclingRanking - Ranglijst beste wielrenners aller tijden: 12° plaats[22]
- UCI Top 100: 16° plaats

Gedurende zijn carrière zijn er verschillende vinylsingles over Van Looy uitgebracht door Belgische en Nederlandse artiesten, waaronder Johnny Hoes.

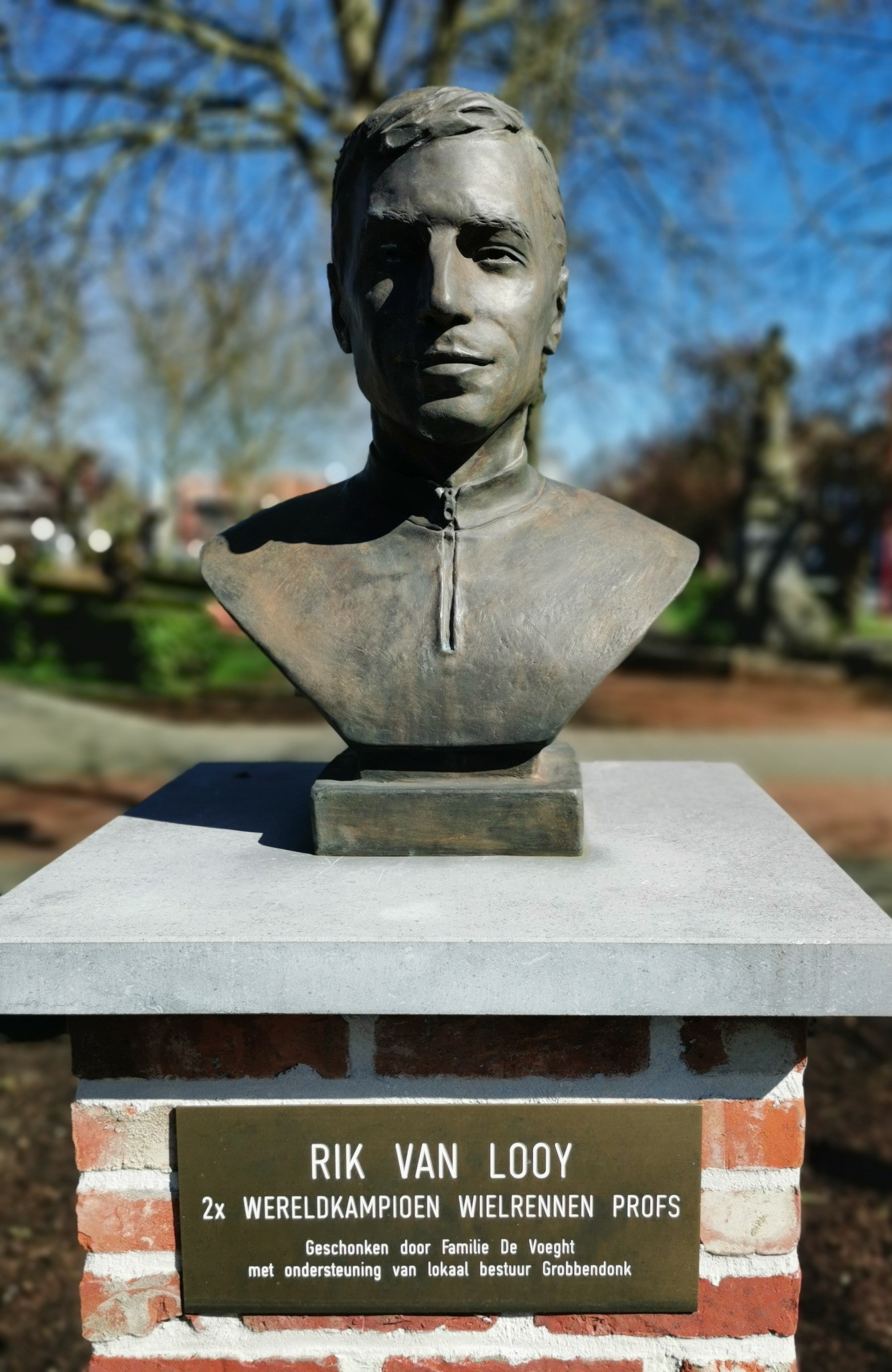
Buste van Van Looy in Grobbendonk
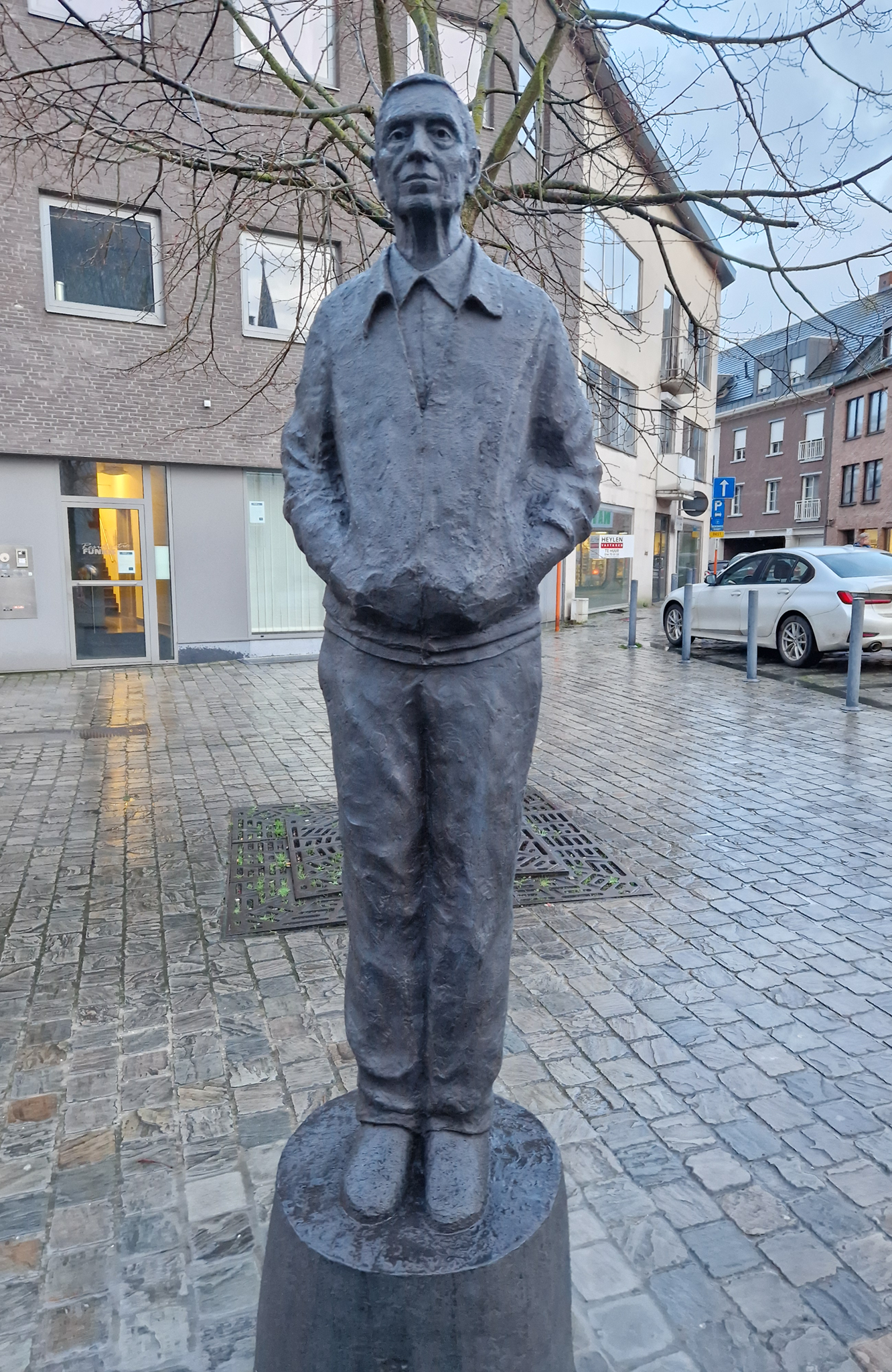
Standbeeld in Herentals

## Boeken
- Pedalare! The Emperor: The Rik Van Looy Story door David Armstrong in 1971, Kennedy Brothers, 34 p. (Engels)
- The Beast, The Emperor and the Milkman door Harry Pearson in 2019, Bloomsbury Publishing, 289 p. (Engels) ISBN 9781472945068
- Rik Van Looy: De Temperamentvolle Wereldkampioen door Marcel Grosjean & Roger Meuleman in 1960. G.P.V., 40 p.
- Rik Van Looy door Fred De Bruyne in 1963. 42 p.
- Rik Van Looy: Heerser en Verdeler door Louis Clicteur & Lucien Berghmans in 1966, De Steenbok, 222 p.
- Ik, Rik! by Rik door Looy & Rob Jans in 1972, Brito, 95 p.
- Van Looy Story door André Blancke, Jan Cornand & Roger Quick in 1979, Het Volk, 69 p.
- Zonde van Nini door Stef Vancaenegem in 1987, Manteau, 120 p.
- Rik Van Looy: Monument Voor Een Keizer door Roger De Maertelaere, Guy Crasset & Modest Maertens in 2005. De Eecloonaar, 192 p. ISBN 978-9077562185
- Flandria: de 20 Wondere Jaren van een Wielerploeg door Mark van Hamme in 2007, De Eecloonaar, 392 p. ISBN 978-9077562338
- Groene Leeuw: de Wielerploeg die de Keizer Uitdaagde door Jan De Smet and Patrick Feyaerts in 2008, De Eecloonaar, 360 p. ISBN 978-9077562512
- Rik Van Looy 80 door Mark Vanlombeek & Robert Janssens in 2013. Borgerhoff & Lamberigts, 272 p. ISBN 978-9089313997
- Van Looy / Les Héros! door Robert Janssens in 2018. Kannibaal Books, 120 p. ISBN 978-949267740
- Rik Van Looy - De Val van een (Wieler)Keizer. 1963 & 1964 Anni Horribiles door Jan De Smet and Patrick Feyaerts, De Eecloonaar, 210 p.
- ’t Is Rik – Hommage aan de Keizer door Bart Lamers en Thijs Delrue in 2021. ISBN 979-8201045227

- International Standard Name Identifier: 0000 0003 9137 961X
- Library of Congress Control Number: n2020047982
- Nederlandse Thesaurus van Auteursnamen: 068922108
- Virtual International Authority File: 285230724

1928 Louis Crooy en Victor Groenen · 1929 Georges Ronsse · 1930 Hyacinthe Roosen · 1931 René Milhoux en Jules Tacheny · 1933 Jef Scherens · 1934 Union Sint-Gillis · 1935 Arnold de Looz-Corswarem · 1936 Ernest Demuyter · 1937 Joseph Mostert · 1938 Hubert Carton de Wiart · 1939 Henry de Menten de Horne · 1940 Fernande Caroen · 1941 Jan Guilini · 1942 Pol Braekman · 1943 Albert de Ligne · 1944 niet toegekend · 1945 vliegend personeel van de Belgische sectie van de Royal Air Force · 1946 Gaston Reiff · 1947 Micheline Lannoy en Pierre Baugniet · 1948 Etienne Gailly · 1949 Feru Moulin · 1950 Briek Schotte · 1951 Johny Claes en Jacques Ickx · 1952 André Noyelle · 1953 bemanning van het jacht Omoo (zeilsport) · 1954 Adolf Verschueren · 1955 Roger Moens · 1956 Gilberte Thirion · 1957 Jacky Brichant en Philippe Washer · 1958 René Baeten · 1959 Belgische hockeyploeg bij de mannen · 1960 Flory Van Donck · 1961 Rik Van Looy · 1962 Gaston Roelants · 1963 Aureel Vandendriessche · 1964 Joël Robert · 1965 Eerste Jachtwing van de Belgische Luchtmacht · 1966 Raymond Ceulemans · 1967 Ferdinand Bracke en Eddy Merckx · 1968 Jacky Ickx · 1969 Serge Reding · 1970 Freddy Herbrand · 1971 Miel Puttemans · 1972 Karel Lismont · 1973 Roger De Coster · 1974 Paul Van Himst · 1975 Jean-Pierre Burny · 1976 Ivo Van Damme · 1977 Gaston Rahier · 1978 RSC Anderlecht · 1979 Robert Van de Walle · 1980 Belgische voetbalploeg bij de mannen · 1981 Annie Lambrechts · 1982 Ingrid Berghmans · 1983 Eddy Annys · 1984 André Malherbe · 1985 niet toegekend · 1986 William Van Dijck · 1987 Ingrid Lempereur · 1988 Eric Geboers · 1989 Michel Preud'homme · 1990 Jan Ceulemans · 1991 Jean-Michel Saive · 1992 Annelies Bredael · 1993 Vincent Rousseau · 1994 Brigitte Becue · 1995 Frédérik Deburghgraeve · 1996 Johan Museeuw · 1997 Luc Van Lierde · 1998 Ulla Werbrouck · 1999 Gella Vandecaveye · 2000 Joël Smets · 2001 Kim Clijsters en Justine Henin · 2002 Marc Wilmots · 2003 Stefan Everts · 2004 Axel Merckx · 2005 Tom Boonen · 2006 Kim Gevaert en Tia Hellebaut · 2007 4x100m-estafetteploeg voor vrouwen · 2008 niet toegekend · 2009 Philippe Gilbert · 2010 Philippe Le Jeune · 2011 Kevin Borlée · 2012 Evi Van Acker · 2013 Frederik Van Lierde · 2014 Daniel Van Buyten · 2015 4x400m-estafetteploeg voor mannen · 2016 Nafissatou Thiam · 2017 David Goffin · 2018 Nina Derwael · 2019 Belgische hockeyploeg bij de mannen · 2020 Wout van Aert · 2021 Bashir Abdi · 2022 Remco Evenepoel · 2023 Bart Swings · 2024 Lotte Kopecky
Wielerploegen van Rik Van Looy
Ambrosio ·
Bahamontes ·
Borcy ·
Bordin ·
Botella ·
Carizzoni ·
Clerici ·
Corrales ·
De Lathouwer ·
Decock ·
Derycke ·
Ernzer ·
van Est ·
Fornasari ·
Galdeano ·
Gaul ·
Gelabert ·
Graf ·
Hoevenaars ·
Hollenstein ·
Iturat ·
Kemp · 
Kerckhove ·
Keteleer ·
Luyten ·
Metra ·
Noyelle ·
Poblet ·
Ruiz ·
Schär ·
Schils ·
Schotte ·
Schroeders ·
Serra ·
Strehler ·
Van Der Helst ·
Van Looy ·
Vannitsen ·
Verhelst ·
Verplaetse ·
Vidaurreta
Borcy ·
Bordin ·
Botella ·
Bover ·
Chacón ·
Ciampi ·
Company ·
Decock ·
Derycke ·
Desmet ·
Emiliozzi ·
Ernzer ·
Fini ·
Fornasari ·
Galdeano ·
Gaul ·
Geers ·
Girardini ·
Gola ·
Graf ·
Grondelaers ·
Hoevenaars ·
Iturat ·
Kerckhove ·
Koblet ·
Luyten ·
Metra ·
Mostajo ·
Pacheco ·
Pavesi ·
Pellegrini ·
Ruiz ·
Scappini ·
Schär ·
Schils ·
Schroeders ·
Segú ·
Serra ·
Strehler ·
Trobat ·
Vandaele ·
Van Looveren ·
Van Looy ·
Verhelst ·
Verplaetse
Bahamontes ·
Blomme ·
Bolzan ·
Botella ·
Bover ·
Chiti ·
Ciampi ·
Company ·
Couvreur ·
Decock ·
Desmet ·
Emiliozzi ·
Ernzer ·
Fini ·
Fornasari ·
Galdeano ·
Gandolfi ·
Gaul ·
Gelhausen ·
Gillen ·
Girardini ·
Gola ·
Guarguaglini ·
Hoevenaars ·
Jiménez ·
Kerckhove ·
Loroño ·
Luyten ·
Manzaneque ·
Metra ·
Moreno ·
Mostajo ·
Pacheco ·
Paternoster ·
Pavesi ·
Pellegrini ·
Ruiz ·
Scappini ·
Schils ·
Schroeders ·
Serra ·
Strehler ·
Timoner ·
Vandaele ·
Van Gompel ·
Van Looveren · 

Van Looy ·
Verplaetse
Baudechon ·
Belmonte ·
Bertrán ·
Botella ·
Campillo ·
Company ·
Couvreur ·
Desmet ·
Fischerkeller ·
Galdeano ·
Hoevenaars ·
Impanis ·
Junkermann ·
Kerckhove ·
Loroño ·
Mas ·
Michiels ·
Moreno ·
Mostajo ·
Pacheco ·
Pérez ·
Schils ·
Schroeders ·
Sorgeloos ·
Theuns ·
Timoner ·
Utset · 
Van Looveren · 
Van Looy ·
Van Meenen ·
Verplaetse ·
Vloeberghs
Bahamontes ·
Belmonte ·
Bertrán ·
Botella ·
Coekaerts ·
Company ·
Derboven ·
Galdeano ·
Herrero ·
Horemans ·
Impanis ·
Kerckhove ·
Manzaneque ·
Masip ·
Moreno ·
Pacheco ·
San Emeterio ·
Schroeders ·
Soler ·
Sorgeloos ·
Suárez ·
Timoner ·
Utset · 
Van Looveren · 
Van Looy  ·
Van Meenen ·
Vanderlinden
Baens ·
Botella ·
Derboven ·
Desmet ·
van Est ·
Fischerkeller ·
García ·
A. Gómez del Moral ·
J. Gómez del Moral ·
Haelterman ·
Herrero ·
Impanis ·
Kerckhove ·
Mas ·
Moreno ·
Post ·
Proost ·
Quesada ·
Rosa ·
Santiago Montilla ·
Schroeders ·
Seco ·
Soler ·
Sorgeloos ·
Tomas ·
Tortellá ·
Vanden Bogaert · 
Van Genechten ·
Van Looveren · 
Van Looy  ·
Van Tongerloo ·
Vanderlinden · 
van de Ven
Andries ·
Baens ·
Baeyens ·
Bocklant ·
Boonen ·
Borra ·
Couchez ·
Da Rugna ·
Deloof ·
De Pré ·
A. Dekkers ·
P. Dekkers ·
Delameilleure ·
Derboven ·
Desmet ·
van Est ·
Foré ·
Grondelaers ·
Henckaerts ·
Impanis ·
Janssens ·
Nijdam ·
Nys ·
Ongenae ·
Planckaert ·
Post ·
Roman ·
Samyn ·
Schroeders ·
Sorgeloos ·
Stevens ·
Vandaele ·
Vanden Bogaert · 
Van den Broeck ·
Vangeneugden · 
Van Looy  ·
Van Tongerloo ·
Vandecaveye · 
van de Ven · 
Zilverberg
Baguet ·
Borremans ·
Bosmans ·
Covent ·
Decabooter ·
De Muynck ·
De Pauw ·
De Thaey ·
De Wolf ·
Deferm ·
Delvael ·
Denson ·
Derboven ·
Desmet ·
Lelangue ·
Lykke ·
Maes ·
Proost ·
Schroeders ·
Scrayen ·
Sels ·
Sorgeloos · 

Stevens ·
Van Aerde ·
Van Damme (tot 31/07) ·
Van De Kerckhove · 
Van Looy ·
Van Steenbergen ·
Van Vreckom ·
Vanderbist ·
Wouters
Baguet ·
Ballegeer ·
De Pauw ·
De Wolf ·
Decraeye ·
Delvael ·
Derboven ·
A. Desmet ·
H. Desmet ·
Himpe ·
Jaroszewicz ·
Lykke ·
Maes ·
Mathy ·
Merckx ·
Peelen ·
Planckaert ·
Schroeders ·
Scrayen ·
Sels ·
Seneca ·
Sercu ·
Severeyns ·
Sorgeloos · 
Staldeur ·
Stevens ·
Van Aerde ·
Van De Kerckhove · 
Van Looy ·
Van Steenbergen ·
Van Vreckom ·
Vandecaveye
Baguet ·
Ballegeer ·
Buysse ·
Daems ·
De Pauw ·
De Pré ·
De Sitter ·
De Wolf ·
Delaere ·
Delvael ·
Derboven ·
Desmet ·
Himpe ·
Hoskens ·
Janssen ·
Jaroszewicz ·
Lelangue ·
Lykke ·
Maes ·
Mattheus ·
Monteyne ·
Poppe ·
Post ·
Scrayen ·
Seeuws ·
Sels ·
Sercu ·
Sorgeloos · 
Stevens ·
Van Aerde ·
Van Hout ·
Van Looy ·
Van Maele ·
Van Steenbergen ·
Van Vreckom ·
Vanden Berghen ·
Verkindere